# Skatitermes
Skatitermes es un género de termitas isópteras perteneciente a la familia Termitidae que tiene las siguientes especies:
1. Skatitermes psammophilus
2. Skatitermes watti